# Oxudercidae
Oxudercidae là một họ cá bống gồm bốn phân họ, trước đây được xếp vào họ Gobiidae. Họ này đôi khi được gọi là Gobionellidae, nhưng tên gọi Oxudercidae được ưu tiên hơn. Các loài trong họ này có sự phân bố quốc tế ở các khu vực ôn đới và nhiệt đới. Chúng thường được tìm thấy trong môi trường biển và nước ngọt, điển hình là ở các khu vực ven bờ, euryhaline có nền phù sa và cát.
Họ Oxudercidae bao gồm 86 chi, với khoảng 600 loài. Có nhiều loài trong họ này sống ở môi trường nước ngọt và một số loài có thể được tìm thấy trên các bãi bồi biển. Mặc dù là cá, nhưng chúng vẫn có thể sống sót trong nhiều ngày ở ngoài môi trường nước và có khả năng di chuyển trên cạn khá nhanh. Chúng có đôi mắt nằm trên đỉnh đầu trên cuống ngắn, có thể nâng lên hoặc rút lại và nhìn rõ khi ở dưới nước. Một loài, Gillichthys mirabilis, thường sống trong nước, nhưng nổi lên để nuốt không khí khi nồng độ oxy trong nước thấp; nó giữ không khí ở vùng hầu họng, nơi có nhiều lỗ trống để tạo điều kiện trao đổi hô hấp.

## Phân họ
Các phân họ này được ghi nhận thuộc họ Oxudercidae:
- Amblyopinae Günther, 1861 [4]
- Gobionellinae Bleeker, 1874 [5]
- Oxudercinae Günther, 1861 [6]
- Sicydiinae TN Gill, 1860 [7]